# Linia kolejowa nr 942
Linia kolejowa nr 942 – pierwszorzędna, jednotorowa, zelektryfikowana linia kolejowa łącząca posterunek odgałęźny Kościelniki z rejonem NHB stacji technicznej Kraków Nowa Huta. Linia obejmuje tor 1002 na danej stacji.
Linia w całości została ujęta w kompleksową i bazową towarową sieć transportową TEN-T.
Linia umożliwia bezkolizyjny przejazd pociągów z kierunku Podłęża w stronę rejonów NHB oraz NHC stacji Kraków Nowa Huta.